# Jean Porthaise
Jean Porthaise, ou encore Jean Porthais, Jean Porthaesius, Jean Porthau (vers 1520, Saint-Denis-de-Gastines (Mayenne) - vers 1602), religieux cordelier, controversiste et théologien français. 

## Biographie
Il fut un zélé catholique qui se singularisa souvent par l'extravagance de ses discours ou de sa tenue. Il fit profession au couvent de Laval, était en 1564 aux Sables-d'Olonne quand il proposa à Jean Trioche, ministre de Châteauneuf, un tournoi théologique qui devait se tenir en présence de la noblesse protestante, au château de la Fontaine en Étriché, chez Hector de Chivré. Le ministre ne vint pas. Porthaise lui adressa alors par écrit une série de questions et répliqua à la réponse que lui fit Trioche, assisté de deux autres docteurs, par les Catholiques démonstrations sur certains discours de la doctrine catholique (Paris, 1565, in-8°, avec privilège de 1564), ouvrage réédité en 1567 (in-8 20 ffts non chiffrés, et 187 chiffrés)
L'ardent cordelier, après avoir prêché à Saint-Martin-de-Tours, alla combattre les protestants des Pays-Bas, publia à Anvers, contre Flach Francowitz, dit Matthias Flacius, un opuscule sur la Cène : De verbis Domini : Hoc facite in meam commemorationem (1567-1586), et Chrétienne déclaration de l'Eglise et de l'Eucharistie, en forme de response au livre nommé la Chute et Ruine de l'Eglise Romaine (in-8° de 488 p.).
Plusieurs conversions notables couronnèrent les efforts et les travaux de Porthaise. Il revint prendre ses fonctions à Tours, puis passa à Poitiers, y prêcha avec la même ardeur, publia un traité De la vanité et vérité de la vraie et fausse astrologie contre les abuseurs de notre siècle (Poitiers, 1578 ; Paris, 1579, in-8°), et s'attira comme toujours la haine et les injures des huguenots. Il publiait à Bordeaux, en 1580, les Interdits des catholiques, vrais et légitimes enfants de l'Eglise de J.-C., où sont déduits certains points contre les modernes hérétiques, et pour maintenir ses affirmations contre un adversaire qui avaot pris la plume sur ce sujet : Défense à la Response faite aux Interdits de Bernard de Pardieu par les ministres de la R. P. R. (Poitiers, 1580, in-8°).
Définiteur de l'ordre en 1582, il fut chargé par le père général François de Gonzague de juger l'élection du gardien du grand couvent de Paris, Jean Duret, que soutenait la Cour contre Rome. Il eût voulu le déposer, mais il échoua devant l'obstination des religieuxs soutenus par le roi et le parlement. Ayant refusé en termes injurieux de se rendre lui-même à la barre du Parlement, il se vit chassé, blâmé par le pape, mais n'en fut pas moins nommé l'année suivante provincial de Touraine. Il fut sans doute plus tard gardien du couvent de Fontenay-le-Comte en Poitou, dont le docteur Pierre Victor Cayet, nouveau converti, le dit abbé en 1591.
Théologal de Poitiers de 1594 à 1602, il fut l'un des derniers champions de la Ligue, prêchant avec une violente contestation de l'autorité royale « légitime » contre la « simulée conversion » du roi Henri IV et publiant ses sermons (Paris, 1594, in-8°). Il se rendit enfin avec éclat. Il désirait traduire la Bible de l'hébreu en français, mais ce projet fut rompu par la mort du vieux et laborieux franciscain.

## Témoignages
La Croix du Maine le qualifie « homme fort docte ès langues et des plus renommés théologiens de son ordre. » Florimond de Raimond écrit qu'il était « l'ornement et la gloire de l'ordre de Saint-François ». Jacques-Auguste de Thou le dit pédant et impudent, « aliqua litterarum ostentatione clarus, caeterum impudentia singulari praeditus ». Enfin Isaac Casaubon lui écrit en 1603 avec respect «'à cause de son grand âge et de son érudition. » Un Angevin, Jean Lemasle, enquêteur à Baugé, son contemporain, aussi ardent que lui dans les querelles religieuses, fit imprimer à La Flèche, en 1575, Poème sur la vie de Jean Porthasius, religieux cordelier. Le Discours de l'origine des Gaulois ensemble des Manceaux et des Angevins, par Jean Le Masle, Angevin, imprimé à La Flèche, 1575 (23 p., in-8°) est dédié au Père Porthaise.

## Ouvrages
- Les Catholicques démonstrations sur certains discours de la doctrine ecclésiasticque, en suivant simplement la divine parolle et S. Escripture canonicque, avec l'universel consentement de l'Église chrestienne. Paris : G. Jullian, 1565, in-8 ̊, pièces limin., 156 ff. ;
- R. P. F. J. Porth-aesius, De la vraie et faulse astrologie contre les abuseurs de nostre siècle, Poictiers, impr. de F. Le Paige, 1579, 304 p., in-8° (BNF 31138676) lire en ligne sur Gallica ;
- De Verbis Domini, ″Hoc facite″, pro oecumenico concilio tridentino, adversus sophisticas nebulas Matthiae Flaccii,... Anvers : apud E. P. Tronaesium, 1585, in-8 ̊ , pièces limin., 166 p. ;
- Cinq sermons du R.P.F.I. Porthaise de l'Ordre de S. François, théologal de l'église de Poictiers par luy prononcez en icelle. Guillaume Bichon, 1594, in-8°. Les trois derniers sermons portent le titre particulier suivant : Sermons sur la simulée conversion du roy de Navarre.

Ses derniers traités sont :
- De l'institution de l'Eucharistie (Poitiers, 1602). Dom Liron, Moréri et Ansart écrivant De l'imitation de l'Eucharistie ;
- Parasceve général de l'exact examen de l'institution de l'Eucharistie contre la partiuclière interprétation des religionnaires (Poitiers, 1602, in-8°, dédié à Henri IV) ;
- Traité de l'Image et de l'Idole (Poitiers, 1608, in-8°).